# Douglas Lindahl
Ernst Douglas Percival Lindahl, född 29 juli 1912 i Jönköpings Kristina församling i Jönköpings län, död 23 mars 2006 i Saint-Paul-de-Vence, var en svensk läkare.
Douglas Lindahl var son till redaktören Ernst Lindahl och Judith Johansson. Efter akademiska studier blev han medicine licentiat vid Lunds universitet 1941. Han var tillförordnad provinsialläkare i Ryds distrikt 1940, 1941 och 1942, tillförordnad underläkare vid Sachsska barnsjukhuset 1941–1942, medicinska avdelningen på Karlshamns lasarett och tillförordnad stadsläkare i Karlshamn 1942. Han blev assisterande läkare och tillförordnad underläkare vid medicinska avdelningen på Stocksunds lasarett 1942, underläkare vid barnavdelningen på Kristianstad lasarett 1944 och vid medicinska avdelningen 1946. Från 1947 var Lindahl praktiserande läkare i Stockholm och från 1957 även skolläkare i Stockholms folkskolor.
Han blev flygläkare av andra graden vid Flygvapnet 1944 och av första graden 1947, flottiljläkare vid Södertörns flygflottilj 1947–1958, sedan förste flygläkare i Flygvapnet 1955–1958 varefter han var flygläkare av första graden i Flygvapnets reserv från 1958.
Douglas Lindahl gifte sig 1941 med Margot Nordegren (1920–2014), som disputerade på en avhandling om Claude Simon 1991 och var dotter till grosshandlaren Axel Nordegren och Sigrid Dahl samt syster till Sven-Åke Nordegren och faster till Thomas Nordegren. De fick barnen Magnus (född 1942), Susanne (född 1944), Ingemar (född 1946), Ebba (född 1951).
Han är begravd på gamla kyrkogården i Eksjö.